# Perrierophytum viridiflorum
Perrierophytum viridiflorum är en malvaväxtart som beskrevs av Hochreutiner. Perrierophytum viridiflorum ingår i släktet Perrierophytum och familjen malvaväxter. Inga underarter finns listade i Catalogue of Life.